# Xolmis dominicanus
A Xolmis dominicanus a madarak (Aves) osztályának verébalakúak (Passeriformes) rendjébe és a királygébicsfélék (Tyrannidae) családjába tartozó faj.

## Rendszerezés
A fajt Louis Pierre Vieillot francia ornitológus írta le 1823-ban, a Tyrannus nembe Tyrannus dominicanus néven. Besorolása vitatott, egyes rendszerezők a Heteroxolmis nembe sorolják be egyetlen fajként, Heteroxolmis dominicana néven.

## Előfordulása
Argentína, Brazília és Uruguay területén honos. Természetes élőhelyei a  szubtrópusi és trópusi gyepek, valamint mocsarak, tavak és tengerpartok környékén. Vonuló faj.

## Megjelenése
Testhossza 21 centiméter.  A hím tollazata fehér, fekete szárnyakkal és farokkal. A tojó barnásszürke.
|  |

## Természetvédelmi helyzete
Az elterjedési területe nagyon nagy, egyedszáma 6000-15000 példány közötti és csökken. A Természetvédelmi Világszövetség Vörös listáján sebezhető fajként szerepel.